# Hipólito Rodríguez Caorsi
Hipólito Rodríguez Caorsi (Montevideo, 10 de julio de 1939 - ídem, 15 de diciembre de 2012), magistrado uruguayo, ministro de la Suprema Corte de Justicia entre 2003 y 2009. Se desempeñó como Presidente de la misma durante el año 2006, siendo sucedido el 1.º de febrero de 2007 por Sara Bossio.

## Biografía
Funcionario del Poder Judicial desde 1960, tras graduarse como abogado fue designado juez de paz en el departamento de Colonia en 1971. En 1974 fue ascendido a Juez Letrado, cargo que desempeñó en Cerro Largo (1974-1975), Colonia (1975-1977) y Las Piedras (departamento de Canelones, 1977). Tras un breve período como Juez Letrado Suplente, en 1978 fue trasladado a Montevideo, primero como Juez Letrado en lo Civil hasta 1980, siendo luego Juez de Instrucción, y, desde 1981, Juez Letrado en lo Penal.
En agosto de 1989 fue ascendido al cargo de ministro del recién creado Tribunal de Apelaciones en lo Civil de 7.º Turno. Permaneció allí durante casi catorce años, y, junto a su compañero de tribunal Pablo Troise, pasaron a ser los ministros más antiguos de los Tribunales de Apelaciones del país.
En la primera mitad del año 2003, se generaron dos vacantes en la Suprema Corte de Justicia por el cese de los ministros Gervasio Guillot y Milton Cairoli. Dado que no existían mayorías políticas para designar a otras personas para cubrir dichas vacantes, la Asamblea General  decidió adelantar las designaciones de Troise y Rodríguez Caorsi como ministros del máximo órgano jurisdiccional de la nación, sin necesidad de esperar los 90 días que requiere la Constitución para el ingreso automático, por lo que desde junio de 2003 Rodríguez Caorsi pasó a integrar la Suprema Corte de Justicia, donde permaneció durante seis años.
En el año 2006 presidió la Suprema Corte de Justicia. Cesó en su cargo en julio de 2009 al llegar a los 70 años de edad, límite establecido por la Constitución uruguaya para el desempeño de cargos judiciales en el país.
Falleció en diciembre de 2012 a los 73 años de edad. Sus restos yacen en el Cementerio del Norte de Montevideo.